# Maria Anna Braunhofer
Maria Anna Braunhofer (15 de gener de 1748 - 20 de juny de 1819) va ser una soprano operística, que va crear diversos papers en òperes de Wolfgang Amadeus Mozart.
Era filla de FJ Braunhofer, organista de Mondsee. Es va formar com a cantant a Venècia (1761–64) a costa de l'arquebisbe Sigismund von Schrattenbach i va estar empleada a la cort de Salzburg. Va crear la part de Die göttliche Gerechtigkeit (Justicia divina) a Die Schuldigkeit des ersten Gebots de Mozart i va ser Giacinta a La finta semplice.